# PowerBook Duo 210

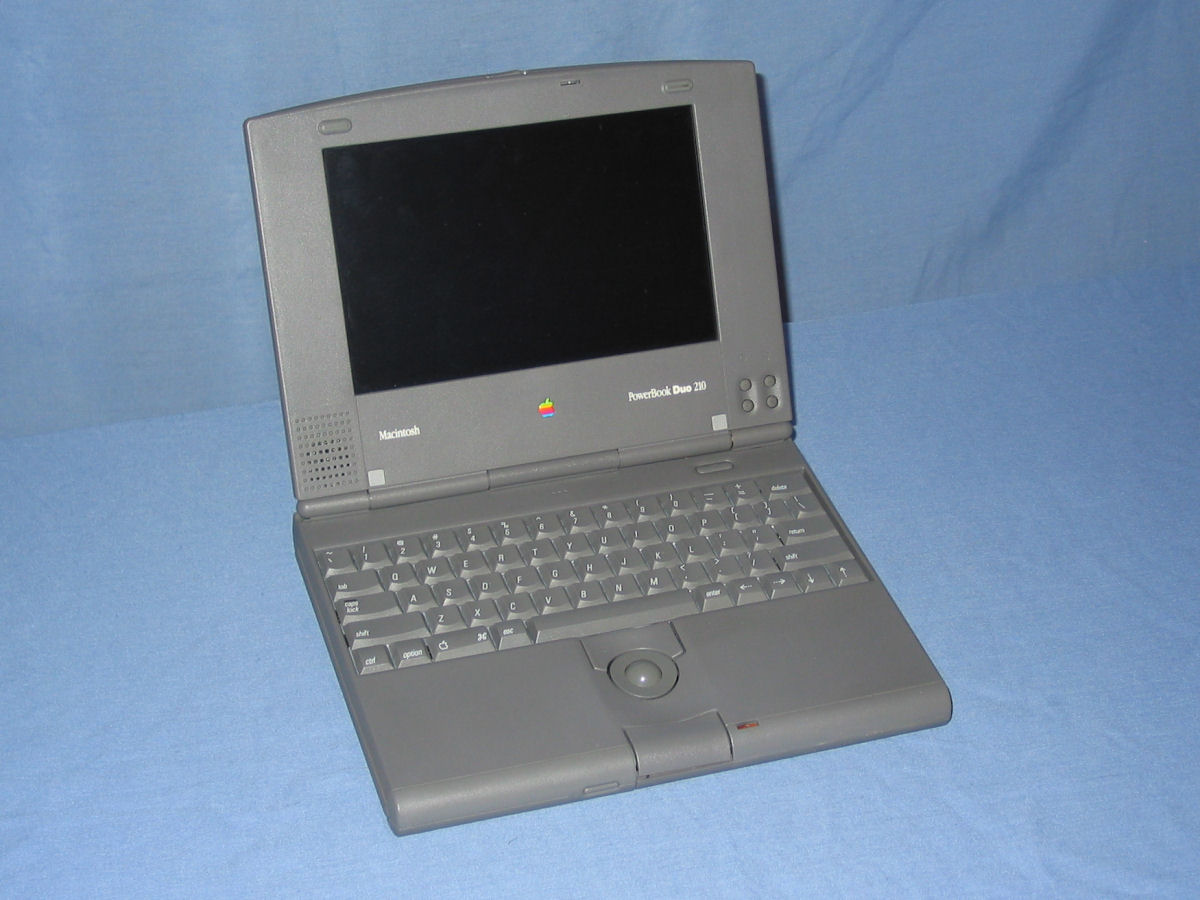
PowerBook

Le PowerBook Duo 210 fut le premier PowerBook de la famille Duo. Il s'agissait d'un nouveau concept : c'était un ordinateur portable très léger et fin, doté d'équipements minimaux, que l'on pouvait connecter à un « dock » pour lui permettre de remplacer un ordinateur de bureau. Connecté aux PowerBook Duo, le Dock leur offrait une plus grande connectique, de la mémoire et de l'espace de stockage supplémentaire, et parfois un coprocesseur.
Le PowerBook Duo 210 pesait seulement 1,9 kg, faisait 3,6 cm d'épaisseur et intégrait un écran 9,1" en niveaux de gris. Il utilisait de la mémoire de type DRAM, contrairement PowerBook. Il n'intégrait pas de lecteur de disquette.